# جوزيف دوكين
جوزيف دوكين (1807-1882) (بالإنجليزية: Joseph Decaisne)‏ هو عالم نبات فرنسي.
وقد سمي جوزيف دالتون هوكر وطوماس طومسون جنس النبات الدوكينية (الاسم العلمي:Decaisnea) من الفصيلة اللارديزابالية تكريماً له. كما وأطلق أدولف تيودور برونيار هذا الاسم الذي أصبح مرادفاً لجنس البريسكوتية (جون لندلي) من الفصيلة السحلبية.

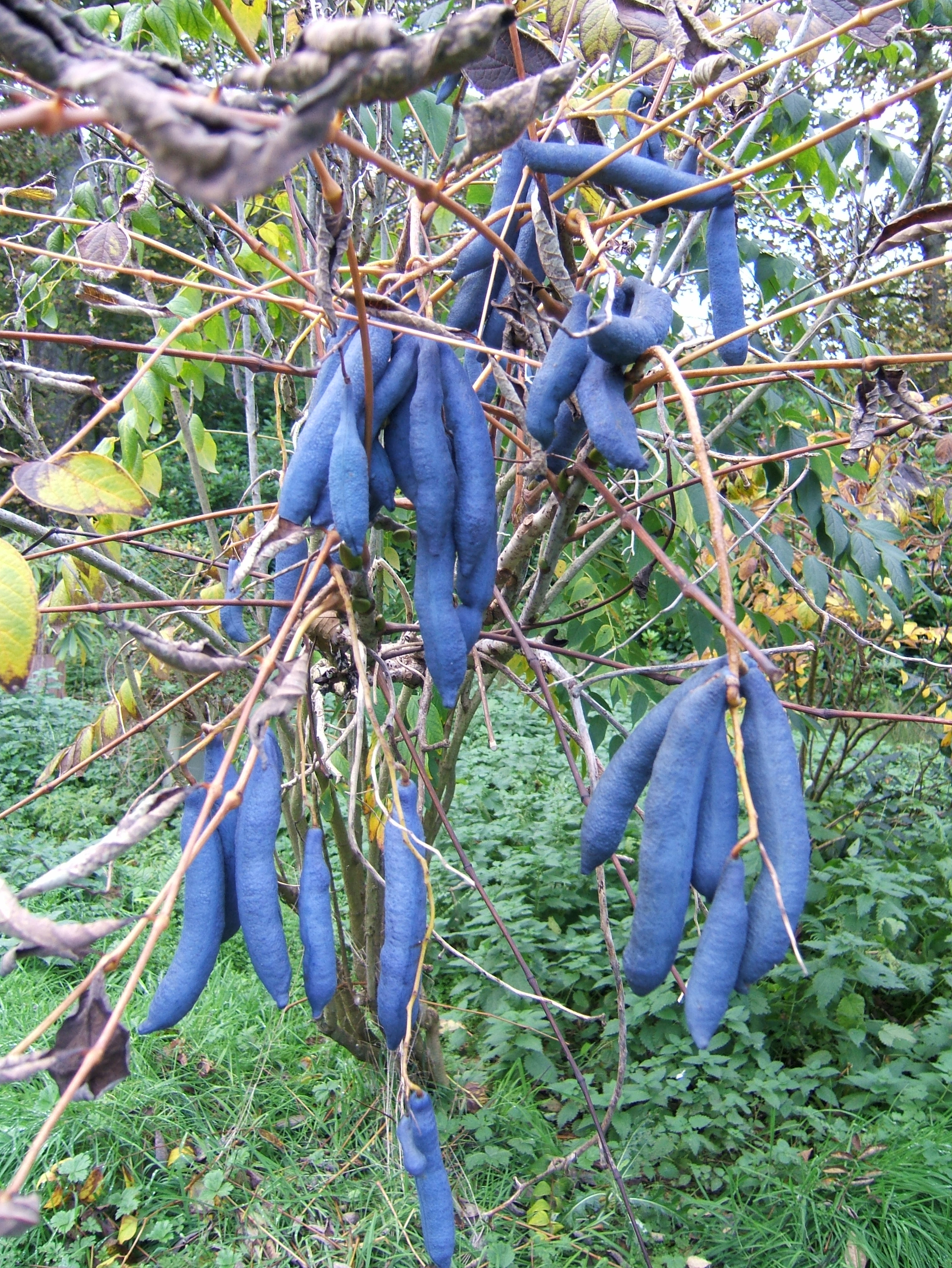
الدوكينية الفارغيزية

## روابط خارجية
- جوزيف دوكين على موقع الموسوعة البريطانية (الإنجليزية)